# Angelo Frappampina
Angelo Frappampina (Bari, 10 febbraio 1956) è un ex calciatore italiano, di ruolo difensore.

## Caratteristiche tecniche
Nel Sibillano era mezzala. Nelle giovanili del Bari fu prima terzino destro e arrivato nella formazione Primavera fu utilizzato da Luciano Pirazzini come stopper.
In seguito fu schierato terzino fluidificante. Al momento opportuno poteva essere un attaccante di complemento.

## Carriera
Nacque nella città vecchia di Bari e dopo aver compiuto dodici anni fu notato e ingaggiato dalla società calcistica Sibillano di Bari nelle formazioni giovanili. Nel 1971, per interessamento del tecnico biancorosso Michele Sinesi fu inserito nelle giovanili dell'A.S. Bari.
Nella stagione 1974-1975, che vide i galletti in Serie C, l'allenatore Luciano Pirazzini lo fece debuttare in prima squadra il 23 marzo 1975 nella gara interna col Siracusa (finita 2-2). Scese in campo una seconda volta nel derby interno col Barletta vinto 4-0 il 6 aprile 1975, realizzando numerosi buoni interventi. Nella stagione '74-'75 totalizzò otto presenze senza mai segnare. A 19 anni giocò nella Nazionale di Serie C. Nella stagione 1976-1977, in cui il nuovo coach biancorosso Giacomo Losi lo schierò titolare dalla prima giornata, giocò da terzino fluidificante, venendo definito "il Facchetti del Sud"(nella stessa stagione i galletti tornarono dopo tre anni in serie cadetta). Dall'anno calcistico 1978-1979, anche a causa di problemi fisici non giocò con continuità: tornato in campo il 21 ottobre 1979 a Matera (formazione locale battuta 1-0), avvertì a gennaio 1980 nuove disfunzioni fisiche. Dopo le cure ritrovò la condizione fisica nella stagione successiva. Complessivamente militò nel Bari per otto stagioni, di cui tre in Serie C e cinque in Serie B. Apprezzato dai tifosi biancorossi, l'estate 1982 (dopo la stagione 1981-1982 in cui, sotto la guida di Enrico Catuzzi il cosiddetto "Bari dei baresi" mancò di due punti la promozione in Serie A) Frappampina fu venduto al Bologna, anch'esso in B, per 800 milioni di lire. Restò un anno ai felsinei, con cui retrocesse in Serie C.
Nella stagione 1983-1984 fu in forze al Napoli, anche qui per un anno, debuttando in massima serie e realizzando una delle reti decisive per la salvezza, alla penultima giornata in casa contro l'Udinese (gara vinta 2-1 dai campani). Nella stagione seguente tornò in Serie B al Taranto con cui a fine anno retrocesse in Serie C a causa dell'ultimo posto in classifica.
Nel 1984-1985, per illecito sportivo e "Totonero" subì la squalifica di cinque anni per il cosiddetto "Caso Padova". Tornò in attività nel 1990 all'Altamura, in Serie C2, dove concluse la carriera collezionando 2 presenze nel campionato 1990-1991 (terminato dalla squadra murgiana con la retrocessione, seguita da ripescaggio).
In carriera ha totalizzato 26 presenze (e una rete) in Serie A e 191 presenze (4 reti) in Serie B (65 presenze e tre goal in Serie C).
Dopo il ritiro dalla carriera agonistica ha tenuto corsi di scuola calcio per bambini e adolescenti.

## Palmarès

### Club

#### Competizioni nazionali
- Serie C: 1

Bari: 1976-1977